# Arenicolidae
Arenicolidae (лат.) — семейство кольчатых червей из инфракласса Scolecida класса многощетинковых.

## Описание
Морские придонные многощетинковые черви. Для Arenicolidae характерно удлинённое цилиндрическое тело, разделённое на две или три отдельные области. Простомиум не имеет придатков или пальп. Один или два передних сегмента не имеют волосков. На остальных сегментах все волоски неразветвлённые, включая капиллярные волоски и ростральные уцини. Нотоподии тупо усечённые, а нейроподии — удлинённые тори, образующие длинные поперечные рубцы на некоторых сетгирах. Нотоподии выполняют капиллярную функцию или служат конечностями, а нейроподии представляют собой ростральные крючья. На некоторых сетигерах в средней или задней части имеются бранхии.

## Систематика
Известно около 30 видов.
- Abarenicola Wells 1959 — 10 видов
- †Archarenicola Horwood, 1912 — 1 вид[5]
- Arenicola Lamarck 1801 — 6 видов
  - =Clymenides
- Arenicolides Mesnil 1898 — 3 вида
- Branchiomaldane Langerhans 1881 — 4 вида
  - =Protocapitella